# Egense Sogn

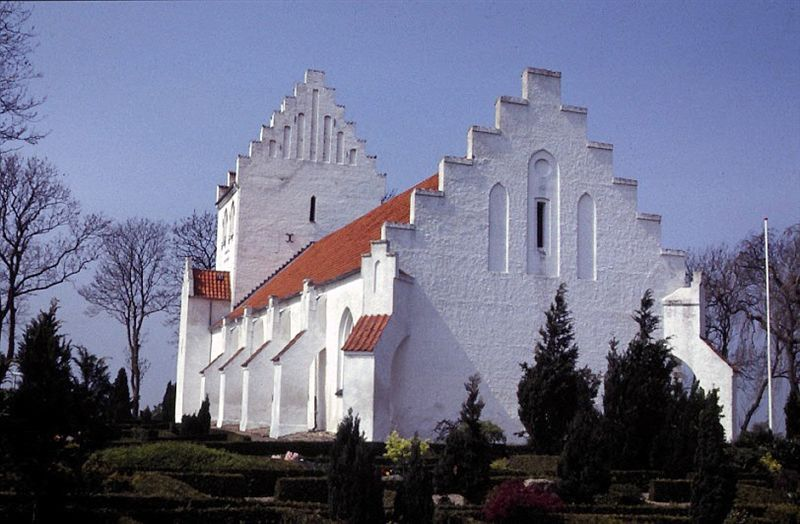
Egense Kirke

Egense Sogn ist eine Kirchspielsgemeinde (dän.: Sogn)
auf der Insel Fyn (dt.: Fünen) im südlichen Dänemark.
Bis 1970 gehörte sie zur Harde Sunds Herred im damaligen Svendborg Amt, danach zur Svendborg Kommune im
Fyns Amt, die im Zuge der  Kommunalreform zum 1. Januar 2007 in der
„neuen“
Svendborg Kommune in der Region Syddanmark aufgegangen ist.
Im Kirchspiel leben 2821 Einwohner, davon 2.170 in der Küstenstadt Rantzausminde (Stand: 1. Januar 2023).
Im Kirchspiel liegt die Kirche „Egense Kirke“.
Nachbargemeinden sind  im Westen Øster Skerninge Sogn und Ollerup Sogn, im Norden Kirkeby Sogn und im Osten Sørup Sogn und Sankt Jørgens Sogn.